# Lobelia siphilitica
Lobelia siphilitica là loài thực vật có hoa trong họ Hoa chuông. Loài này được Carl von Linné mô tả khoa học đầu tiên năm 1753.